# 회색네눈주머니쥐
회색네눈주머니쥐(Philander opossum)는 주머니쥐의 일종이다. 멕시코 남부에서 페루와 볼리비아 그리고 브라질 남부 지역에 이르는 중앙아메리카와 남아메리카의 해발 1600m까지 지역에 분포하지만, 대개는 1000m 이하에서 발견된다. 이들의 서식지는 1, 2차림과 자연 식생이 교란된 지역이 포함되어 있다.